# Södra Fyllen
Södra Fyllen är en sjö i Värnamo kommun i Småland och ingår i Lagans huvudavrinningsområde. Sjön är 12,6 meter djup, har en yta på 0,935 kvadratkilometer och befinner sig 145 meter över havet.

## Delavrinningsområde
Södra Fyllen ingår i det delavrinningsområde (632878-138330) som SMHI kallar för Utloppet av Norra Fyllen. Medelhöjden är 167 meter över havet och ytan är 37 kvadratkilometer. Det finns inga delavrinningsområden uppströms utan avrinningsområdet är högsta punkten. Vattendraget som avvattnar avrinningsområdet har biflödesordning 3, vilket innebär att vattnet flödar genom totalt 3 vattendrag innan det når havet efter 152 kilometer. Delavrinningsområdet består mestadels av skog (75 %). Avrinningsområdet har 3,42 kvadratkilometer vattenytor vilket ger det en sjöprocent på 9,2 %.